# Najveće svjetske zrakoplovne tvrtke
Postoji nekoliko načina za definiranje navećih svjetskih zrakoplovnih tvrtki, te se prema tome nekoliko različitih tvrtki može smatrati najvećima u svijetu. American Airlines se trenutno smatra najvećim prijevoznikom za prijevoz putnika, kako po broju prevezenih putnika, tako i po veličini flote, dok je United Airlines najveći po broju destinacija. FedEx Express je najveći cargo prijevoznik po količini tereta i po floti zrakoplova.

## Po prihodima
Prema magazinu Forbes (2000 world's biggest public companies) :
| Pozicija | Tvrtka                                                  | Država                            | Prihod (mlrd $) | Profit (mlrd $) | Imovina (mlrd $) | Tržišna kapital. (mlrd $) |
| -------- | ------------------------------------------------------- | --------------------------------- | --------------- | --------------- | ---------------- | ------------------------- |
| 1        | American Airlines1                                      | SAD                               | 40,4            | 1,9             | 14,3             | 35,8                      |
| 2        | Lufthansa                                               | Njemačka                          | 39,9            | 0,4             | 40,1             | 12,3                      |
| 3        | United Airlines                                         | SAD                               | 38,3            | 0,6             | 36,8             | 23,6                      |
| 4        | Delta Air Lines                                         | SAD                               | 37,7            | 2,7             | 59,4             | 39,9                      |
| 5        | Air France-KLM                                          | Francuska Nizozemska              | 34              | -2,4            | 35               | 4,7                       |
| 6        | International Airlines Group (British Airways i Iberia) | Ujedinjeno Kraljevstvo Španjolska | 24,7            | 0,2             | 28,6             | 14,3                      |
| 7        | Southwest Airlines                                      | SAD                               | 17,7            | 0,8             | 19,3             | 16,8                      |
| 8        | All Nippon Airways                                      | Japan                             | 16              | 0,2             | 20,5             | 7,6                       |
| 9        | China Southern Airlines                                 | NR Kina                           | 15,9            | 0,3             | 27,3             | 3,7                       |
| 10       | Qantas Airways                                          | Australija                        | 14,9            | -0,3            | 17,9             | 2,2                       |

Bilješke
- ^1  Podaci su za spojeni American Airlines/US Airways.

## Po broju prevezenih putnika (mil.)
| Pozicija | Tvrtka                  | 2013  | 2012  | 2011  | 2010  | 2009  | Mjera                 | Izvori |
| -------- | ----------------------- | ----- | ----- | ----- | ----- | ----- | --------------------- | ------ |
| 1        | American Airlines1      | 193,7 | 107,8 | 107,2 | 105,2 | 104,5 | Ukrcanih putnika      | [ 2 ]  |
| 2        | Delta Air Lines2        | 164,6 | 164,6 | 163,8 | 162,6 | 161,1 | Ukrcanih putnika      | [ 3 ]  |
| 3        | United Airlines3        | 139,2 | 140,4 | 141,8 | 145,6 | 144,3 | Ukrcanih putnika      | [ 4 ]  |
| 4        | Southwest Airlines4     | 133,2 | 134,0 | 127,6 | 106,2 | 101,3 | Ukrcanih putnika      | [ 5 ]  |
| 5        | Ryanair                 | 81.4  | 79,3  | 75,8  | 72,1  | 66,5  | Planiranih putnika    | [ 6 ]  |
| 6        | China Eastern Airlines7 | 79,1  | 73,1  | 68,7  | 64,9  | 44,0  | Prevezenih putnika    | [ 7 ]  |
| 7        | Lufthansa5              | 76,3  | 74,7  | 65,5  | 58,9  | 55,6  | Broj putnika          | [ 8 ]  |
| 8        | China Southern Airlines | 64,5  | 61,8  | 58,7  | 57,7  | 49,4  |                       | [ 9 ]  |
| 9        | easyJet6                | 61.3  | 59,2  | 55,5  | 49,7  | 46,1  | Broj prodanih sjedala | [ 10 ] |
| 10       | Air China               | 51,0  | 49,7  | 48,5  | 46,2  | 39,8  | Prevezenih putnika    | [ 11 ] |

Bilješke
- Na osnovi podataka predstavljenih od strane samih tvrtki. Svaka tvrtka ima svoju vlastitu mjeru za broj prevezenih putnika.
- ^1  Podaci od 2013. uključuju i podatke za pripojeni US Airways.
- ^2  Uključujući podatke za Delta Connection.
- ^3  Uključujući podatke za United Express.
- ^4  Podaci od 2011. uključuju i podatke za pripojeni AirTran Airways.
- ^5  Uključujući podatke za Lufthansa Regional i Germanwings.
- ^6  Uključujući podatke za EasyJet Switzerland.
- ^7  Uključujući podatke za Shanghai Airlines i China United Airlines.

## Po ukupnom broju putničkih kilometara (u mlrd.)
Ovaj broj se dobije množenjem svih putnika u zrakoplovu s brojem prijeđenih kilomeara za svaki let.
| Pozicija | Tvrtka                   | 2013    | 2012    | 2011    | 2010    | 2009    | Izvori        |
| -------- | ------------------------ | ------- | ------- | ------- | ------- | ------- | ------------- |
| 1        | American Airlines3       | 346,878 | 330,323 | 219,492 | 216,132 | 209,321 | [ 12 ]        |
| 2        | United Airlines1         | 330,184 | 330,696 | 334,989 | 338,833 | 327,479 | [ 13 ]        |
| 3        | Delta Air Lines2         | 313,803 | 310,562 | 310,228 | 310,875 | 304,074 | [ 14 ]        |
| 4        | Emirates                 | 215,353 | 188,606 | 160,549 | 146,205 | 126,331 | [ 15 ]        |
| 5        | Southwest Airlines4      | 167,932 | 165,561 | 157,044 | 125,604 | 119,826 | [ 16 ]        |
| 6        | Lufthansa5               | 153,334 | 149,780 | 141,055 | 129,668 | 122,991 | [ 17 ]        |
| 7        | China Southern Airlines8 | 148,417 | 135,535 | 122,344 | 111,328 | 93,002  | [ 18 ]        |
| 8        | Air China9               | 141,967 | 129,773 | 123,489 | 105,695 | 75,474  | [ 19 ]        |
| 9        | Air France6              | 139,824 | 137,606 | 135,129 | 127,763 | 128,326 | [ 20 ] [ 21 ] |
| 10       | British Airways7         | 131,333 | 126,436 | 117,348 | 106,082 | 114,346 | [ 22 ]        |

Bilješke
- Na osnovi podataka predstavljenih od strane samih tvrtki.
- ^1  Uključujući podatke za United Express.
- ^2  Uključujući podatke za Delta Connection.
- ^3  Podaci su za spojeni American Airlines/US Airways
- ^4  Podaci su za spojeni Southwest Airlines/AirTran Airways.
- ^5  Uključujući podatke za Lufthansa Regional i Germanwings.
- ^6  Uključujući podatke za HOP! i Transavia France.
- ^7  Uključujući podatke za BA CityFlyer i OpenSkies.
- ^8  Uključujući podatke za Xiamen Airlines, Shantou Airlines, Zhuhai Airlines, Guizhou Airlines i Chongqing Airlines.
- ^9  Uključujući podatke za Shenzhen Airlines (uključujući Kunming Airlines), Air Macau i Dalian Airlines.

## Po broju prijeđenih kilometara za svaku tonu tereta (u mlrd.)
| Pozicija | Tvrtka                   | 2013   |
| -------- | ------------------------ | ------ |
| 1        | FedEx Express            | 16,127 |
| 2        | UPS Airlines             | 10,584 |
| 3        | Emirates SkyCargo        | 10,459 |
| 4        | Cathay Pacific Cargo     | 8,241  |
| 5        | Korean Air Cargo         | 7,666  |
| 6        | Lufthansa Cargo          | 7,218  |
| 7        | Singapore Airlines Cargo | 6,240  |
| 8        | Cargolux                 | 5,225  |
| 9        | Qatar Airways Cargo      | 4,972  |
| 10       | China Airlines Cargo     | 4,813  |

Bilješke
- Podaci od Međunarodne udruge za zračni prijevoz.[23]

## Po veličini flote

### Tvrtke za prijevoz putnika
| Pozicija | Tvrtka                   | Broj zrakoplova | Izvori |
| -------- | ------------------------ | --------------- | ------ |
| 1        | American Airlines        | 971             | [ 24 ] |
| 2        | Delta Air Lines          | 773             | [ 25 ] |
| 3        | United Airlines          | 702             | [ 26 ] |
| 4        | Southwest Airlines       | 627             |        |
| 5        | China Southern Airlines9 | 578             | [ 27 ] |
| 6        | Air China10              | 552             | [ 28 ] |
| 7        | China Eastern Airlines8  | 492             | [ 29 ] |
| 8        | Lufthansa5               | 433             | [ 30 ] |
| 9        | Air Canada6              | 363             | [ 31 ] |
| 10       | Air France7              | 350             | [ 32 ] |

Bilješke
- Uključujući samo putničke zrakoplove glavnih tvrtki i njihovih regionalnih prijevoznika, bez ostalih podružnica. Deteljnije pogledati ispod:
- ^1  Podaci su za American Airlines Group (American Airlines i US Airways), bez podružnica.
- ^2  Podaci su za samo za United (glavnu tvrtku), bez podružnica.
- ^3  Podaci su za Delta Air Lines (glavnu vrtku), bez podružnica.
- ^4  Podaci uključuju AirTran Airways.
- ^5  Podaci uključuju Lufthansa Regional i Germanwings.
- ^6  Podaci uključuju Air Canada Express i Air Canada Rouge.
- ^7  Podaci uključuju HOP! i Transavia France.
- ^8  Podaci uključuju Shanghai Airlines i China United Airlines.
- ^9  Podaci uključuju Xiamen Airlines, Shantou Airlines, Chongqing Airlines, Zhuhai Airlines i Guizhou Airlines.
- ^10  Podaci uključuju Shenzhen Airlines, Shandong Airlines, Kunming Airlines, Tibet Airlines, Dalian Airlines i Air Macau.

### Tvrtke za cargo prijevoz
| Pozicija | Tvrtka                | Broj zrakoplova | Izvori |
| -------- | --------------------- | --------------- | ------ |
| 1        | FedEx Express         | 656             | [ 33 ] |
| 2        | DHL                   | 250             | [ 34 ] |
| 3        | UPS Airlines          | 237             | [ 35 ] |
| 4        | TNT Airways           | 37              | [ 36 ] |
| 5        | Korean Air Cargo      | 27              | [ 37 ] |
| 6        | China Postal Airlines | 22              | [ 38 ] |
| 7        | Cathay Pacific Cargo  | 22              | [ 39 ] |
| 8        | China Airlines Cargo  | 21              | [ 40 ] |
| 9        | Cargolux              | 20              | [ 41 ] |
| 10       | Lufthansa Cargo       | 20              | [ 42 ] |

## Po broju destinacija
| Pozicija | Tvrtka                  | Broj destinacija | Izvori |
| -------- | ----------------------- | ---------------- | ------ |
| 1        | United Airlines1        | 369              | [ 43 ] |
| 2        | American Airlines2      | 340              | [ 44 ] |
| 3        | Delta Air Lines3        | 333              | [ 45 ] |
| 4        | Turkish Airlines9       | 262              | [ 46 ] |
| 5        | Lufthansa5              | 218              | [ 47 ] |
| 6        | China Eastern Airlines4 | 211              | [ 48 ] |
| 7        | British Airways7        | 197              | [ 49 ] |
| 8        | Air France6             | 194              | [ 48 ] |
| 9        | China Southern Airlines | 193              | [ 48 ] |
| 10       | Air Canada8             | 181              | [ 50 ] |

Bilješke
- Uključujući samo tvrtke za prijevoz putnika.
- ^1  Uključujući podatke za United Express.
- ^2  Ukupni podaci za American Airlines Group.
- ^3  Uključujući podatke za Delta Connection.
- ^4  Uključujući podatke za Shanghai Airlines i China United Airlines.
- ^5  Uključujući podatke za Lufthansa Regional i Germanwings.
- ^6  Uključujući podatke za HOP! i Transavia France.
- ^7  Uključujući podatke za BA CityFlyer i OpenSkies.
- ^8  Uključujući podatke za Air Canada Express i Air Canada Rouge.
- ^9  Uključujući podatke za AnadoluJet.